# Gerhard Geurts
Gerhard Geurts (* 13. Juli 1935 in Goch; † 25. November 2020 in Bonn) war ein Schul- und Sachbuchautor und ehemaliger Studiendirektor.

## Leben
Nach seiner Schulausbildung am Progymnasium in Goch und am Kreisgymnasium in Geldern studierte Geurts in Köln und München mit dem Abschluss als Diplom-Handelslehrer. Seine Berufstätigkeit begann er 1961 an der Kaufmännischen Berufs- und Handelsschule Bergisch Gladbach, wo er 1997 in den Ruhestand versetzt wurde. Er unterrichtete auch an der Höheren Handelsschule und an der Fachoberschule für Wirtschaft. Mit seiner Berufsausübung verlagerte er 1961 seinen Wohnsitz nach Bergisch Gladbach. Hier gründete er eine Familie und wurde Vater von zwei Kindern.
Schon früh erkannte er seine Interessen an der Gestaltung von Lehr- und Lernmitteln. Das führte unter anderem dazu, dass er in die Schulbuchkommission des Landes Nordrhein-Westfalen berufen wurde. Die hierbei gewonnenen Erfahrungen ließen ihn nach seiner Pensionierung nicht zur Ruhe kommen, so dass er schon bald wieder zur Feder griff. Sein Augenmerk richtete sich jetzt besonders auf die regionale Industriegeschichte und den ehemaligen Bergbau. Daneben widmete er sich als Vorsitzender des Fördervereins der Volkshochschule der Stadt Bergisch Gladbach der außerschulischen Weiterbildung. Ebenso arbeitete er am Fortbestand des Schulmuseums Bergisch Gladbach – Sammlung Cüppers – und half bei der Archivierung der Bestände. 

## Auszeichnungen
- Ehrennadel in Gold des Rheinisch-Bergischen Kreises 2003.
- Ehrennadel in Silber der Stadt Bergisch Gladbach 2009.
- Im Jahr 2012 wurde ihm für sein Engagement für regionale Kultur und Geschichte der Rheinlandtaler verliehen.

## Schriften
- Wirtschaftslehre des Grosshandels, Wolfenbüttel 1973
- Instrumentarium zur Textanalyse für das Fach Deutsch, Tageslicht-Lehrbild-Verlag Schaarschmidt, 1982
- Bausteine lyrischer Texte : Wege zum Verständnis von Gedichten ; Abb., Lernziele, Information, Aufgaben, Bad Homburg 1983
- Bausteine dramatischer Texte : Wege zum Verständnis szen. Darst. ; Abb., Lernziele, Information, Aufgaben, Bad Homburg 1983
- Karren, Kessel und Granaten : Geschichte der Metallindustrie in Bergisch Gladbach, Bergisch Gladbach 2000, ISBN 3-9804448-5-6
- Texte, Themen und Strukturen, Schülerbuch, Neubearbeitung von Benkert, Geurts u. a., Berlin 2001, ISBN 3-464-41005-6
- Texte, Themen und Strukturen, Handbuch für den Unterricht, bearbeitet von Benkert, Geurts u. a., Berlin 2002, ISBN 3-464-12197-6
- Herz ist Trumpf, Karten zum Spielen, Lernen, Wahrsagen, Bergisch Gladbach 2002.
- Denkschule für Demokratie : politische Zeichnungen / Walter Hanel, Hrsg. von Werner Ludwig,  Bergisch Gladbach 2003, ISBN 3-87314-388-7
- Baustelle Europa : politische Zeichnungen / Walter Hanel, Hrsg. von Werner Ludwig, Bergisch Gladbach 2005, ISBN 3-87314-397-6
- Oh, Justitia : politische Zeichnungen / Walter Hanel, Hrsg. von Werner Ludwig, Bergisch Gladbach 2007, ISBN 3-87314-426-3
- Vor 50 Jahren : Bergisch Gladbacher erzählen, Bergisch Gladbach 2005, ISBN 3-87314-414-X
- Das Erbe des Erzes, Die Grube Weiß, Mitautoren: Herbert Stahl und Herbert Ommer, Bergisch Gladbach 2003, ISBN 3-00-011243-X
- Das Erbe des Erzes, Band 2, Die Gruben auf den Gangerzlagerstätten im Erzrevier Bensberg, Mitautoren:  Herbert Ommer und Herbert Stahl,  Köln, 2004, ISBN 3-00-014668-7
- Das Erbe des Erzes, Band 3, Die Gruben in der Paffrather Kalkmulde, Mitautoren: Herbert Stahl, Hans Dieter Hilden und Herbert Ommer, Bergisch Gladbach 2006, ISBN 3-932326-49-0
- Das Erbe des Erzes, Band 4, Der Lüderich, Mitautoren: Herbert Stahl, Hans Dieter Hilden, Herbert Ommer und Siegfried Raimann, Bergisch Gladbach 2008, ISBN 3-932326-52-0
- Das Erbe des Erzes, Band 5, Neue Nachrichten und Geschichten zum Erzrevier Bensberg, Mitautoren: Alois Döring, Herbert Ommer, Lothar Speer, Herbert Stahl, Bergisch Gladbach 2014, ISBN 978-3-00-044826-3
- Gronau,  Mitautoren: Hans Leonhard Brenner, Hans Mittler, Franz Ott, Dieter Schnell, Herbert Stahl, Klaus Wetterau, Bergisch Gladbach 2007, ISBN 978-3-932326-51-6